# Đại Ngộ
Đại Ngộ (chữ Hán giản thể:大悟县) là một huyện thuộc địa cấp thị Hiếu Cảm, tỉnh Hồ Bắc, Cộng hòa Nhân dân Trung Hoa. Huyện này có diện tích 1978,9 ki-lô-mét vuông, dân số năm 2004 là 620.000 người. Về mặt hành chính, huyện này được chia thành 14 trấn, 3 hương.
- Trấn: Thành Quan, Dương Bình, Phương Phán, Tân Thành, Hạ Điếm, Lưu Tập, Hà Khẩu, Tứ Cô, Lữ Vương, Hoàng Trạm, Tuyên Hóa, Phong Điếm, Đại Tân, Tam Lý.
- Hương: Đông Tân, Cao Điếm, Bành Điếm.